# 3 Dywizja Gwardii Cesarstwa Japonii
3 Dywizja Gwardii Cesarstwa Japonii – jeden z japońskich związków taktycznych okresu II wojny światowej.
Sformowana w kwietniu 1944 roku, czyli najpóźniej ze wszystkich dywizji Gwardii. Do końca wojny wchodziła w skład garnizonu w Tokio.